# Heliania
Heliania is een geslacht van neteldieren uit de klasse van de Anthozoa (bloemdieren).

## Soorten
- Heliania racemosa (Wright & Studer, 1889)
- Heliania spinescens (Gray, 1859)